# Pelophryne saravacensis
Pelophryne saravacensis é uma espécie de anfíbio anuro da família Bufonidae. Não foi ainda avaliada pela Lista Vermelha do UICN. É endémica da Malásia.